# Formuła dyplomatyczna
Formuła dyplomatyczna – gotowy, powtarzalny zwrot będący elementem budowy dokumentu średniowiecznego i nowożytnego w Polsce i wielu krajach kultury łacińskiej.

## Historia
Formuły dyplomatyczne powstały w toku rozwoju dokumentu już w starożytności. W wojujących państwach Mezopotamii ludzie dla pewności prawa zawierane transakcje potwierdzali pisemnie u specjalnych urzędników kancelaryjnych – pisarzy będących odpowiednikiem dzisiejszych notariuszy. Aby ujednolicić stosowane formuły stworzono pierwsze podręczniki praw (np. Ana Ittiszu) będące zbiorami formuł dyplomatycznych. Na dużą skalę rozpoczęto stosowanie formuł w średniowieczu w kancelariach kościelnych, a następnie świeckich. Za czasów merowińskich – w poł. VII wieku sztuka spisywania dokumentów zyskała swój pierwszy podręcznik oparty na praktyce kancelaryjnej. Sporządził go mnich frankoński imieniem Markulf. Dzieło jego stało się podstawą dla nauki sporządzania dokumentu publicznego w kancelarii królewskiej w późniejszym okresie. Rozwój handlu we Włoszech w XI w. spowodował, że dla jego potrzeb sięgano do instytucji prawa rzymskiego przywracając zapomniane umowy. Wydarzenia te zbiegły się z powstaniem najsłynniejszej szkoły średniowiecznej jurysprudencji szkoły glosatorów bolońskich prowadzących badania nad Instytucjami i dokonujących kwerend w dokumentach prawniczych na zlecenie papieża. Bolońscy profesorowie stworzyli wówczas tzw. ars notarii – sztukę spisywania aktów. Efektem ich działań były podręczniki i formularze dla notariuszy. W Polsce formuły dyplomatyczne pojawiły się wraz z przyjęciem chrześcijaństwa. Pierwszą korespondencję pisaną zachowaną do naszych czasów w postaci dokumentu „Dagome iudex” prowadził Mieszko I z papieżem. Znane nam są również listy Bolesława Chrobrego do zwierzchnika świata chrześcijańskiego, w których skarży się polski władca na zachowanie cesarza. Wiemy wreszcie, że Bolesław Krzywousty w 1124 r. podyktował warunki pokoju Szczecinianom na piśmie. Ten sam Krzywousty, a także Bolesław IV pozostawili po sobie pisemne testamenty. Od tego mniej więcej okresu, aż do końca istnienia I Rzeczypospolitej formuły dyplomatyczne towarzyszyły wytwarzaniu dokumentacji w kancelarii królewskiej, kościelnej oraz dokumentach prawa prywatnego wydawanych przez instytucje.

## Podział i rodzaje
Formuły dyplomatyczne podzielić można na trzy rodzaje: zawarte w protokole wstępnym dokumentu, treści właściwej i protokole końcowym zwanym również eschatokołem.
Na protokół wstępny składają się:

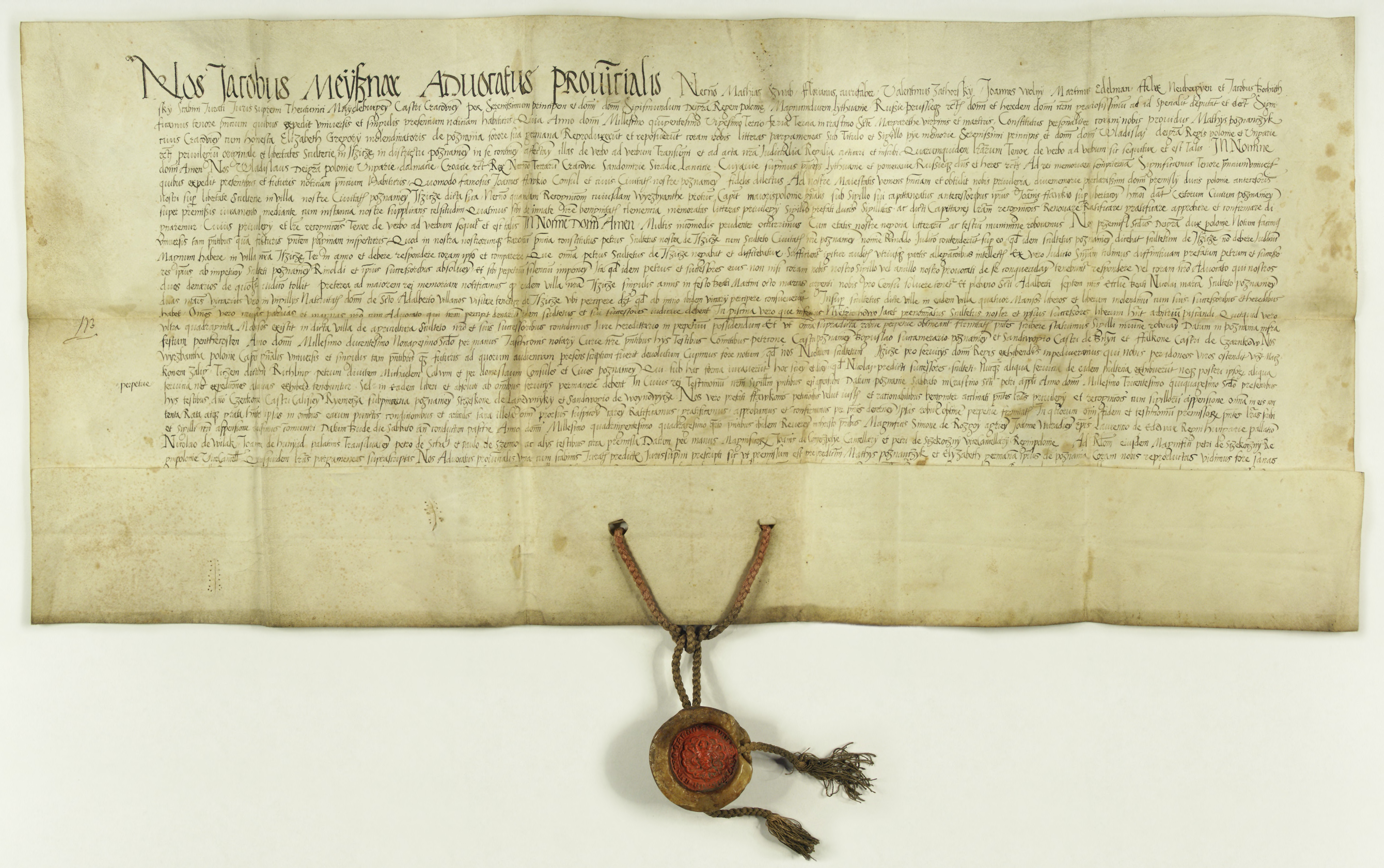
Dokument potwierdzający przywilej Przemysła II z widoczną intytulacją adwokata prowincjalnego na początku.

- inwokacja – czyli wezwanie imienia bożego dla zapewnienia pomyślności temu, co dalej napisano,
- intytulacja, czyli wymienienie imienia i godności wystawcy oraz inskrypcja (adres) będący wezwaniem osoby, do której dokument skierowano.

Treść właściwą stanowią:
- arenga celowo uzasadniająca wystawienie dokumentu,
- promulgacja (publikacja) obejmująca treść właściwą opatrzona często szeregiem dyspozycji,
- narracja opisująca czynności i sytuacje powodujące wystawienie dokumentu,
- dyspozycja wyrażająca wolę wystawcy,
- sankcja będąca zapowiedzią ewentualnych skutków prawnych dla przekraczającego postanowienia dokumentu
- koroboracja (korroboracja) wyrażająca sposób uwierzytelniania dokumentu.

W skład natomiast eschatokołu wchodzą:
- podpisy (wystawców, urzędników i świadków),
- datacja z miejscem i czasem wystawienia dokumentu
- aprekacja mająca zapewnić dokumentowi trwałość wyrażona życzeniem końcowym.

Poszczególne wyżej wymienione części stanowią pewien powszechnie przyjęty dla polskich kancelarii wieków średnich kanon, z różnych jednak względów nie zawsze posiadający wszystkie wspomniane elementy. Miejsce pojawiania się w tekście poszczególnych formuł zwykle jest takie samo. Zdarza się jednak, że zostały one podzielone, a ich części można znaleźć w różnych częściach dokumentu.
Schemat kolejności używania formuł dyplomatycznych w dokumencie według Władysława Semkowicza:
I. Protokół (wstępny)
1) Inwokacja
2) Intytulacja
3) Inskrypcja
II. Tekst
1) Arenga
2) Promulgacja
3) Narracja
4) Dispozycja
5) Sankcja
6) Korroboracja
III. Eschatokół
1) Subskrypcja
2) Datacja
3) Aprekacja